# Fatma Sultan (figlia di Selim II)
Fatma Sultan (turco ottomano:  فاطمہ سلطان, lett. "colei che si astiene"; Konya, 1558 – ottobre 1580) è stata una principessa ottomana Era figlia del sultano ottomano Selim II (regno 1566-1574) e della sua favorita, Haseki Sultan e moglie legale Nurbanu Sultan (ma la cosa è contestata da alcuni storici). Era inoltre nipote del sultano Solimano il Magnifico (regno 1520-1566) e della sua moglie legale Hürrem Sultan (defunta al momento della sua nascita), sorella del sultano Murad III (regno 1574-1595) e zia del sultano Mehmed III (regno 1595-1603).

## Biografia
Fatma nacque intorno al 1558 durante il principato di Selim, a Konya dove all'epoca serviva come sanjakbey, o governatore provinciale. Era la figlia più giovane di suo padre. L'identità di sua madre è incerta; la maggioranza ritiene che fosse la quarta figlia di Nurbanu Sultan, tuttavia l'affermazione rimane contestata da alcuni. Aveva tre sorelle maggiori, Şah Sultan, Gevherhan Sultan e Ismihan Sultan, un fratello maggiore, Murad III, e sette fratellastri minori morti infanti per mano del fratello. 
Nel 1573, sposò Kanijeli Siyavuş Pascià (morto nel 1602), poi Beylerbey (governatore generale) della Rumelia, e infine Gran Visir 1582–1584, 1586–1589, 1592–1593. Stephan Gerlach, primo assistente e sacerdote dell'ambasciatore del Sacro Romano Impero a Istanbul dal 1573 al 1578, registrò la notizia che il Beylerbey era originariamente uno schiavo che il padre di Fatma, Selim, comprò da ragazzo per 500 ducati e arrivò a considerare suo figlio. Il matrimonio fu organizzato per volontà del Sultano Selim II stesso.
La dote di Fatma ammontava a circa 5000 ducati. Il matrimonio fu felice, come indicato dal fatto che supplicò suo fratello Murad di risparmiare la vita al suo sposo quando quest'ultimo cadde in disgrazia. Diede al marito quattro figli e una figlia.

## Morte
Fatma Sultan morì nell'ottobre del 1580, di parto, a causa della nascita prematura della figlia, appena un mese prima della morte di sua sorella maggiore Şah. La bambina nacque morta o morì poco dopo la nascita. Fu sepolta nella türbe (mausoleo) di suo padre, il sultano Selim II, nella moschea di Hagia Sophia. Lasciò istruzioni e fondi per istituire una vakfs, cioè fondazioni di beneficenza, che facessero in modo che il Corano fosse letto ogni mattina per il bene della sua anima.

## Discendenza
Dal suo matrimonio, Fatma ebbe quattro figli e una figlia, di cui solo un figlio è sopravvissuto all'infanzia.
- Sultanzade Ahmed Bey (1573 - 1582/1583)
- Sultanzade Mustafa Paşah (1575 - aprile 1599). Ebbe discendenza.
- Sultanzade Abdulkaadir Bey (1577 - 1583)
- Sultanzade Süleyman Bey (1579 - 1583)
- Fülane Hanımsultan (ottobre 1580 - ottobre 1580). Il parto fu prematuro, e la bambina morì tre giorni dopo la nascita. Fatma stessa morì di parto.

## Filantropia
Fatma aveva una scuola elementare, o mektep, così come una medrasa (scuola teologica), costruita a Edirnekapi.